# Chaos Concept
Chaos Concept je český vývojářský tým soustřeďující se na vývoj počítačových her. Byl založen Michalem Doležalem a Petrem Fiedlerem. Prvním projektem studia bylo UFO: Extraterrestrials.

## Hry
- 2007 - UFO: Extraterrestrials – tahová strategie, která je remakem hry UFO: Enemy Unknown.[4][5]
- 2013 - UFO2Extraterrestrials: Battle for Mercury – tahová strategie, která je prequelem ke hře z roku 2012.